# میکائل منتریه
میکائل منتریه (انگلیسی: Mickaël Ménétrier؛ زادهٔ ۲۳ اوت ۱۹۷۸) بازیکن فوتبال اهل فرانسه است.
از باشگاه‌هایی که در آن بازی کرده‌است می‌توان به باشگاه فوتبال اف۹۱ دودلانژ و باشگاه فوتبال ای‌اف‌سی بورنموث اشاره کرد.